# Campionati finlandesi assoluti di atletica leggera
I campionati finlandesi assoluti di atletica leggera (ufficialmente Kalevan kisat) sono una competizione nazionale di atletica leggera organizzata annualmente dalla Suomen Urheiluliitto.
La prima edizione si disputò il 3 e 4 agosto 1907 a Tampere, mentre la centesima edizione si è svolta a Lappeenranta dal 3 al 5 agosto 2007.

## Coppa Kaleva
Nel 1909 la compagnia di assicurazioni Kaleva donò un trofeo chiamato Coppa Kaleva (in finlandese Kalevan malja) da assegnare alla squadra che avesse conquistato il punteggio più alto durante la manifestazione.
Da quell'anno i campionati finlandesi di atletica leggera furono informalmente chiamati Kaleva Games, nome derivato da quello del trofeo. Per l'edizione del 1915 la rivista Suomen Urheilulehti iniziò a chiamare la competizione Kaleva Games nei suoi titoli. Nel 1937 la federazione finlandese di atletica leggera rese ufficiale il nome Kaleva Games per i campionati nazionali di atletica.

## Edizioni
| Anno | Città                  | Data                     |
| ---- | ---------------------- | ------------------------ |
| 1907 | Tampere                | 3-4 agosto               |
| 1908 | Kuopio                 | 29-30 agosto             |
| 1909 | Helsinki               | 3-5 luglio               |
| 1910 | Vyborg                 | 23 luglio                |
| 1911 | Tampere                | 15-16 luglio             |
| 1912 | Turku                  | 31 agosto – 1º settembre |
| 1913 | Helsinki               | 19-20 luglio             |
| 1914 | Helsinki               | 19-20 settembre          |
| 1915 | Pori                   | 14-15 agosto             |
| 1916 | Helsinki               | 19-20 agosto             |
| 1917 | Tampere                | 18-19 agosto             |
| 1918 | Helsinki               | 31 agosto – 1º settembre |
| 1919 | Turku                  | 16-17 agosto             |
| 1920 | Helsinki               | 3-4 luglio               |
| 1921 | Kotka                  | 20-21 agosto             |
| 1922 | Helsinki               | 19-20 agosto             |
| 1923 | Kuopio                 | 18-19 agosto             |
| 1924 | Lahti                  | 23-24 agosto             |
| 1925 | Vyborg                 | 15-16 agosto             |
| 1926 | Tampere                | 14-15 agosto             |
| 1927 | Turku                  | 20-21 agosto             |
| 1928 | Helsinki               | 25-26 agosto             |
| 1929 | Vyborg                 | 17-18 agosto             |
| 1930 | Tampere                | 16-17 agosto             |
| 1931 | Helsinki               | 15-16 agosto             |
| 1932 | Helsinki               | 6-7 agosto               |
| 1933 | Turku                  | 5-6 agosto               |
| 1934 | Tampere                | 28-29 luglio             |
| 1935 | Kotka                  | 10-11 agosto             |
| 1936 | Turku                  | 22-23 agosto             |
| 1937 | Vyborg                 | 6-8 agosto               |
| 1938 | Helsinki               | 6-8 agosto               |
| 1939 | Helsinki               | 26-28 agosto             |
| 1940 | Tampere                | 24-26 agosto             |
| 1941 | Edizione non disputata | Edizione non disputata   |
| 1942 | Helsinki               | 29-30 agosto             |
| 1943 | Helsinki               | 14-15 agosto             |
| 1944 | Helsinki               | 23-24 settembre          |
| 1945 | Turku                  | 11-12 agosto             |
| 1946 | Helsinki               | 10-12 agosto             |
| 1947 | Tampere                | 16-18 agosto             |
| 1948 | Vaasa                  | 21-22 agosto             |
| 1949 | Kymi                   | 20-21 agosto             |
| 1950 | Jyväskylä              | 12-13 agosto             |
| 1951 | Helsinki               | 19-20 agosto             |
| 1952 | Seinäjoki              | 23-24 agosto             |
| 1953 | Pori                   | 15-16 agosto             |
| 1954 | Turku                  | 12-13 agosto             |
| 1955 | Kuopio                 | 13-14 agosto             |
| 1956 | Lahti                  | 25-26 agosto             |
| 1957 | Tampere                | 17-18 agosto             |
| 1958 | Kouvola                | 2-3 agosto               |
| 1959 | Helsinki               | 16-7 agosto              |
| 1960 | Hämeenlinna            | 13-14 agosto             |
| 1961 | Mikkeli                | 12-13 agosto             |
| 1962 | Lappeenranta           | 18-19 agosto             |
| 1963 | Turku                  | 17-18 agosto             |
| 1964 | Oulu                   | 15-16 agosto             |
| 1965 | Jyväskylä              | 7-8 agosto               |
| 1966 | Tampere                | 13-14 agosto             |
| 1967 | Pori                   | 11-13 agosto             |
| 1968 | Varkaus                | 16-18 agosto             |
| 1969 | Helsinki               | 16-18 agosto             |
| 1970 | Kouvola                | 14-16 agosto             |
| 1971 | Oulu                   | 23-25 luglio             |
| 1972 | Joensuu                | 11-13 agosto             |
| 1973 | Hyvinkää               | 10-12 agosto             |
| 1974 | Jyväskylä              | 9-11 agosto              |
| 1975 | Seinäjoki              | 18-20 luglio             |
| 1976 | Turku                  | 2-4 luglio               |
| 1977 | Tampere                | 29-31 luglio             |
| 1978 | Kokkola                | 4-6 agosto               |
| 1979 | Helsinki               | 11-13 agosto             |
| 1980 | Lappeenranta           | 4-6 luglio               |
| 1981 | Oulu                   | 7-9 agosto               |
| 1982 | Kouvola                | 13-15 agosto             |
| 1983 | Pori                   | 13 luglio                |
| 1984 | Kajaani                | 6-8 luglio               |
| 1985 | Lahti                  | 16-18 agosto             |
| 1986 | Vaasa                  | 25-27 luglio             |
| 1987 | Kuopio                 | 14-16 agosto             |
| 1988 | Hämeenlinna            | 5-7 agosto               |
| 1989 | Turku                  | 28-30 luglio             |
| 1990 | Oulu                   | 3-5 agosto               |
| 1991 | Helsinki               | 27-29 luglio             |
| 1992 | Jyväskylä              | 3-5 luglio               |
| 1993 | Mikkeli                | 30 luglio – 1º agosto    |
| 1994 | Tuusula                | 8-10 luglio              |
| 1995 | Lapua                  | 20-23 luglio             |
| 1996 | Tampere                | 4-7 luglio               |
| 1997 | Lappeenranta           | 17-20 luglio             |
| 1998 | Oulu                   | 6-9 agosto               |
| 1999 | Seinäjoki              | 5-8 agosto               |
| 2000 | Lahti                  | 17-20 agosto             |
| 2001 | Turku                  | 6-8 luglio               |
| 2002 | Joensuu                | 18-21 luglio             |
| 2003 | Helsinki               | 9-11 agosto              |
| 2004 | Vaasa                  | 30 luglio – 1º agosto    |
| 2005 | Pori                   | 15-17 luglio             |
| 2006 | Jyväskylä              | 21-23 luglio             |
| 2007 | Lappeenranta           | 3-5 agosto               |
| 2008 | Tampere                | 24-27 luglio             |
| 2009 | Espoo                  | 31 luglio – 2 agosto     |
| 2010 | Kajaani                | 5-8 agosto               |
| 2011 | Turku                  | 4-7 agosto               |
| 2012 | Lahti                  | 23-26 agosto             |
| 2013 | Vaasa                  | 25-27 agosto             |
| 2014 | Kuopio                 | 31 luglio – 3 agosto     |
| 2015 | Pori                   | 30 luglio – 2 agosto     |
| 2016 | Oulu                   | 21-24 luglio             |
| 2017 | Seinäjoki              |                          |